# CISC
CISC je angleška kratica za Complex Instruction Set Computer. To je tip mikroprocesorjev, ki ima veliko zahtevnih ukazov. CISC je v 60-tih in 70-tih letih 20. stoletja imel zahtevne nabore ukazov, katerih je bilo tudi preko 300 in več kot 10 načinov naslavljanja. Krivec za to je bilo dejstvo da so bili računalniki pred letom 1960 omejeni na nabor ukazov in na zelo majhen pomnilnik. Predvsem izdelava pomnilnika je bila zelo zahtevna in draga, pa še ta je bil zelo počasen. Zato se je razvijala arhitektura procesorjev, ki je imela zahtevne ukaze, ki so izvedli po daljše operacije in so zato za programi zasedli manj pomnilnika. Cilj CISC arhitekture je, da se čas izvedbe nekega ukaza zmanjša na čas potreben za prevzem ukaza. Sprejemljivo je, da se poveča število ciklov potrebnih za dekodiranje in izvršitev ukaza. CISC danes ni več priljubljen saj je drag za izdelavo, zato se danes večinoma uporablja arhitektura RISC. Eden izmed mikroprocesorjev, ki je za osnovo uporabljal arhitekturo CISC, je bil Pentium II.